# Pucheni
Pucheni es una comuna ubicada en el distrito de Dâmbovița, Rumania.

## Superficie
Posee una superficie de 35,18 kilómetros cuadrados.

## Demografía
Hasta 2021 la población era de 1558 habitantes, con una densidad de población de 44,29 habitantes por kilómetro cuadrado.